# Wouter Spoelman
Wouter Spoelman (ur. 5 czerwca 1990 w Zwolle) – holenderski szachista, arcymistrz od 2009 roku.

## Kariera szachowa
W 2002 r. zdobył tytuł wicemistrza Holandii juniorów do 12 lat, natomiast w 2007 zwyciężył w mistrzostwach kraju w kategorii do 20 lat. Wielokrotnie reprezentował narodowe barwy na mistrzostwach świata i Europy juniorów, najlepszy wynik osiągając w 2005 r. w Hercegu Novim, gdzie na ME do 16 lat podzielił III-VII miejsce.
W 2004 r. podzielił III m. (za Michaiłem Gurewiczem i Zhangiem Pengxiangiem, wspólnie z Igorem Chenkinem, Siergiejem Erenburgiem, Aleksandrem Gołoszczapowem i Olegiem Romaniszynem) w otwartym turnieju Essent Open w Hoogeveen, natomiast w 2005 r. powtórzył to osiągnięcie w La Fere (za Viestursem Meijersem i Wadimem Małachatko, wspólnie z Petyrem Welikowem i Jeanem-Noelem Riffem). W 2008 r. na kolejnym turnieju Essent Open w Hoogeveen wypełnił pierwszą normę arcymistrzowską, kolejne dwie – w 2009 r., podczas drużynowych mistrzostw Holandii oraz w otwartym turnieju w Deizisau. W tym samym roku podzielił I m. w Maastricht (wspólnie z Emanuelem Bergiem, Jurijem Sołodowniczenko i Sipke Ernstem). W 2013 r. zdobył w Amsterdamie srebrny medal indywidualnych mistrzostw Holandii.
Najwyższy ranking w dotychczasowej karierze osiągnął 1 grudnia 2013 r., z wynikiem 2585 punktów zajmował wówczas 11. miejsce wśród holenderskich szachistów.